# Гудвин, Сидни (младенец)
Сидни Лесли Гудвин (англ. Sidney Leslie Goodwin; 9 сентября 1910, Мелкшем — 15 апреля 1912, Северная Атлантика) — английский мальчик, погибший в 19-месячном возрасте при крушении «Титаника». 
Его неопознанное тело было найдено среди тех, что не ушли под воду, и в течение многих десятилетий он считался неизвестным ребёнком и был идентифицирован лишь в 2007 году. Сидни Гудвин стал самой юной опознанной жертвой и, хотя были опознаны ещё два мальчика, более старшего возраста, именно он стал символом всех детей, погибших на «Титанике».
Сидни Гудвин был единственным членом своей семьи, тело которого было найдено и опознано. Его родители, братья и сёстры утонули.

## Ранняя жизнь

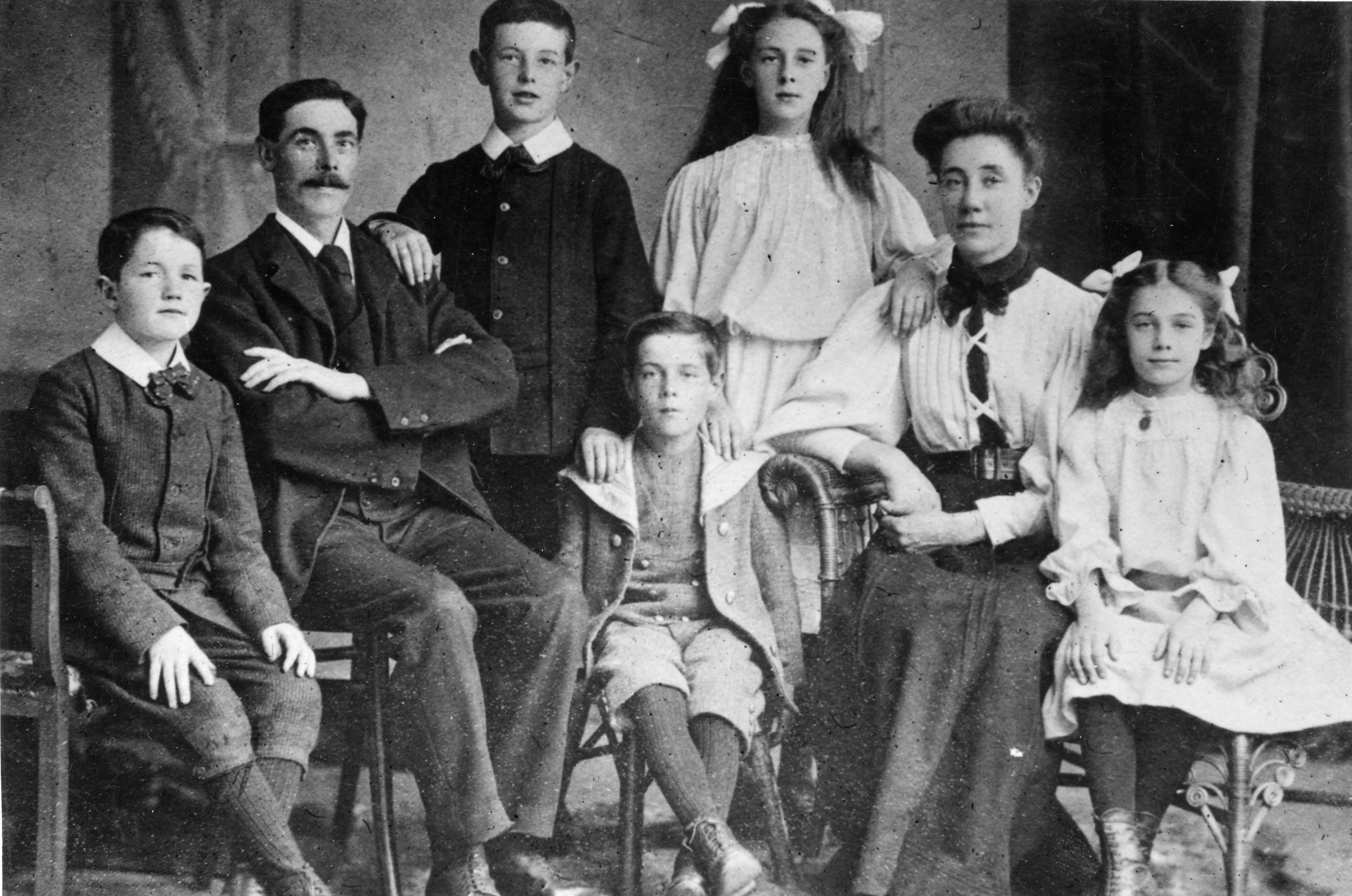
Семья Гудвин. Слева направо: Уильям, Фредерик, Чарльз, Лиллиана, Августа, Джесси. Мальчик, сидящий в центре — Гарольд. Сидни не присутствует

Сидни Лесли Гудвин родился 9 сентября 1910 года в Юго-Западной Англии. Он был самым младшим ребёнком Фредерика Джозефа Гудвина (род. 1 февраля 1870) и его жены Августы (в девичестве — Тайлер, род. 14 июля 1868). У Сидни было три старших брата — Чарльз Эдвард (род. 22 мая 1897), Уильям Фредерик (род. 12 августа 1898) и Гарольд Виктор (род. 29 июля 1901), и две старшие сестры — Лиллиана Эми (12 марта 1896) и Джесси Эйли (16 марта 1900).

## «Титаник»
Фредерик по профессии был электриком. Его брат Томас переехал из Англии в США, где поселился в городе Ниагара-Фоллс в Нью-Йорке, что расположен рядом с Ниагарским водопадом. В письме брату он написал, что там собираются открыть электростанцию (предположительно, речь шла о гидроэлектростанции «Шулкопф» (станция А), которая была открыта в 1912 году). Фредерик решил вместе с женой и шестью детьми переехать в Америку. На момент рейса Лиллиане было 16, Чарльзу — 14, Уильяму — 11, Джесси — 10, Гарольду — 9 лет и Сидни — 19 месяцев. Самому Фредерику было 42, Августе — 43. Продав свой дом в Фулеме, семья ненадолго перебралась в Маршам. Изначально Гудвины заказали билеты 3-го класса на маленький пароход, но из-за того, что в том году в Саутгемптоне разразилась забастовка угольщиков, поездка отменилась, и Гудвины, в качестве пассажиров 3-го класса, пересели на «Титаник».
Очень немногое известно о том, чем семья занималась все те четыре дня поездки. Известно, что они были разделены по половой принадлежности: Фредерик и три его старших сына жили в носовой части, Августа с Сидни и дочерями — в кормовой. За эти четыре дня Гарольд Гудвин подружился с другим мальчиком Фрэнком Голдсмитом, который спасся.
К тому моменту, как Гудвины узнали о том, что лайнер тонет, все спасательные шлюпки были уже спущены. Вся семья погибла. В своей книге «Ночь продолжает жить» (своеобразный сиквел его другой знаменитой книги «Последняя ночь «Титаника») Уолтер Лорд посвящает этой семье целую главу («Что случилось с Гудвинами?»). В ней он горько обвиняет «White Star Line» в том, что Гудвины были англичанами, но всё равно не спаслись. Ведь большая часть пассажиров 3-го класса погибла потому, что они не были англичанами, не знали английского языка, не смогли прочитать ориентировочные указатели и не понимали указания стюардов, чтобы выйти на палубы.

## Неизвестный ребёнок

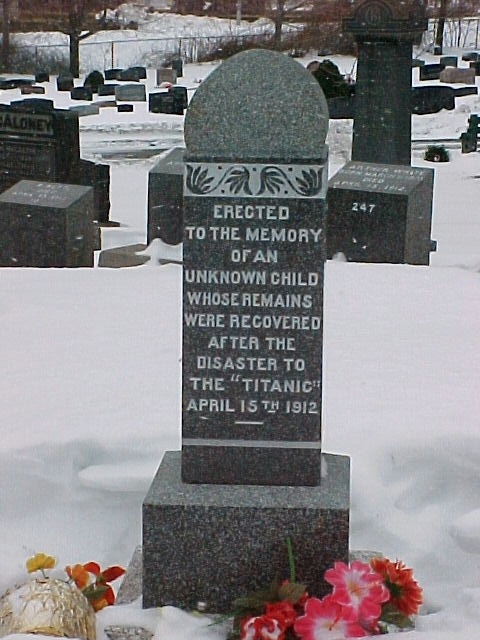
Могила Неизвестного Ребёнка на кладбище Фейрвей зимой в 2002 году. После идентификации 2008 года к надгробию добавили табличку с именем Сидни

Тело светловолосого малыша было четвёртым, которое судно «Маккей-Беннет», посланное специально для этих целей, подняло из воды 17 апреля 1912 года. Выдержка из отчёта:

№ 4, МУЖЧИНА, ПРИМЕРНЫЙ ВОЗРАСТ — 2 ГОДА, СВЕТЛЫЕ ВОЛОСЫ.
ОДЕЖДА — Серое пальто с мехом на воротнике и манжетах; коричневое платье саржи; юбка; фланелька; розовая шерстяная фуфайка; коричневые ботинки и чулки.
Нет никаких бирок.
Вероятно третий класс.
Моряки «Маккей-Беннетта» настолько были опечалены этой «находкой», что сами оплатили ребёнку надгробие на кладбище Фейрвей в Галифаксе, где он был похоронен 4 мая 1912. Вместе с ним в гроб моряки судна положили кулон с гравировкой «Наш Малыш». Вплоть до 2002 года он так и значился, как «Неизвестный Ребёнок», и предположительно считался двухлетним шведом Ёстой Леонардом Польссоном, однако анализ ДНК, извлечённой из трёх зубов ребёнка, отклонил эту версию и ошибочно связал его с другим двухлеткой — ирландским мальчиком Юджином Райсом.

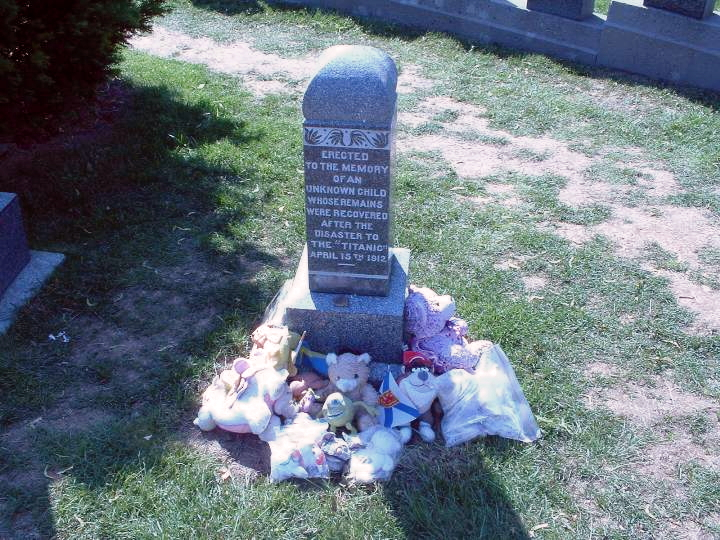
К надгробию часто приносят детские игрушки

## Идентификация и переидентификация
Американская служба PBS в рубрике «Секреты мёртвых», основываясь на стоматологических данных, идентифицировала ребёнка по зубам, как 13-месячного финна Эйно Вильями Панулу. Однако канадские исследователи из университета «Лэйкхид» в Тандер-Бей установили, что ДНК останков зубов не совпадает с ДНК семьи Панула.
Наконец 30 июля 2008 года было объявлено о переидентификации, согласно которой ДНК останков ребёнка, предположительно, совпало с ДНК некоего родственника Сидни по материнской линии.
Родственники полицейского офицера Галифакса Кларенса Нортовера, который занимался уничтожением личных вещей погибших с «Титаника» и охранял их тела перед захоронением, пожертвовали ботинки Сиднея, что были на нём, Морскому музею Атлантики в Галифаксе.

## В литературе
Писатель Меир Ландау в своей книге «Барон с улицы Вернон. Вернуться на „Титаник“»  рассказывает о судьбе семьи Гудвинов. Сидни Лесли Гудвин выступает в качестве эпизодического персонажа.